# エリック・ラウアー
エリック・ランス・ラウアー（Eric Lance Lauer, 1995年6月3日 - ）は、アメリカ合衆国オハイオ州ロレイン郡エリリア出身のプロ野球選手（投手）。左投右打。MLBのトロント・ブルージェイズ所属。

## 経歴

### プロ入り前
2013年のMLBドラフト17巡目（全体505位）でトロント・ブルージェイズから指名されたが、この時は入団せずにケント州立大学へ進学した。

### プロ入りとパドレス時代
2016年のMLBドラフト1巡目追補（全体25位）でサンディエゴ・パドレスから指名され、プロ入り。契約後、傘下のルーキー級アリゾナリーグ・パドレスでプロデビュー。A-級トリシティ・ダストデビルズとA級フォートウェイン・ティンキャップスでもプレーし、3球団合計で10試合に先発登板して1勝1敗、防御率2.03、37奪三振を記録した。
2017年はA+級レイクエルシノア・ストームとAA級サンアントニオ・ミッションズでプレーし、2球団合計で22試合（先発21試合）に登板して6勝8敗、防御率3.30、132奪三振を記録した。
2018年は開幕をAAA級エルパソ・チワワズで迎えた。4月23日、翌24日メジャー契約を結んでアクティブ・ロースター入りすると報じられた。当日のコロラド・ロッキーズ戦でメジャーデビュー（3回7失点で敗戦投手）。そこから先発ローテーション入りし、この年メジャーでは23試合に先発登板して6勝7敗、防御率4.34、100奪三振を記録した。
2019年は開幕投手を務めた。最終的に30試合（先発29試合）に登板して8勝10敗、防御率4.45、138奪三振を記録した。

### ブルワーズ時代
2019年11月27日にザック・デイビーズ、トレント・グリシャムとのトレードで、ルイス・ウリアス、後日発表選手と共にミルウォーキー・ブルワーズへ移籍した。2020年から2023年までメジャーリーグで登板、2023年10月23日、自由契約となった。

### パイレーツ傘下時代
2024年3月7日にピッツバーグ・パイレーツとマイナー契約を結んだ。傘下のAAA級インディアナポリス・インディアンズで登板、5月16日に退団した。

### アストロズ傘下時代
2024年5月20日にヒューストン・アストロズとマイナー契約を結んだ。傘下のAAA級シュガーランド・スペースカウボーイズで登板、8月1日に放出された。

### 起亜タイガース時代
2024年8月6日、韓国KBOリーグ・起亜タイガースと契約した。
11月30日に自由契約公示された。

### ブルージェイズ時代
2024年12月20日にトロント・ブルージェイズとマイナー契約を結び、スプリングトレーニングに招待選手として参加することになった。4月30日にアクティブロースター入りした。

## 投球スタイル
平均91.1mph（約146.6km/h）のフォーシームが約6割を占め、それにカッターとカーブを交える。

## 詳細情報

### 年度別投手成績
| 年 度    | 球 団    | 登 板 | 先 発 | 完 投 | 完 封 | 無 四 球 | 勝 利 | 敗 戦 | セ 丨 ブ | ホ 丨 ル ド | 勝 率 | 打 者 | 投 球 回 | 被 安 打 | 被 本 塁 打 | 与 四 球 | 敬 遠 | 与 死 球 | 奪 三 振 | 暴 投 | ボ 丨 ク | 失 点 | 自 責 点 | 防 御 率 | W H I P |
| -------- | -------- | ----- | ----- | ----- | ----- | -------- | ----- | ----- | -------- | ----------- | ----- | ----- | -------- | -------- | ----------- | -------- | ----- | -------- | -------- | ----- | -------- | ----- | -------- | -------- | ------- |
| 2018     | SD       | 23    | 23    | 0     | 0     | 0        | 6     | 7     | 0        | 0           | .462  | 504   | 112.0    | 127      | 15          | 46       | 2     | 6        | 100      | 2     | 1        | 61    | 54       | 4.34     | 1.55    |
| 2019     | SD       | 30    | 29    | 0     | 0     | 0        | 8     | 10    | 0        | 0           | .444  | 651   | 149.2    | 158      | 20          | 51       | 4     | 5        | 138      | 4     | 1        | 82    | 74       | 4.45     | 1.40    |
| 2020     | MIL      | 4     | 2     | 0     | 0     | 0        | 0     | 2     | 0        | 0           | .000  | 61    | 11.0     | 17       | 2           | 9        | 0     | 2        | 12       | 1     | 0        | 16    | 16       | 13.09    | 2.36    |
| 2021     | MIL      | 24    | 20    | 0     | 0     | 0        | 7     | 5     | 0        | 2           | .583  | 489   | 118.2    | 94       | 16          | 41       | 1     | 2        | 117      | 2     | 0        | 46    | 42       | 3.19     | 1.14    |
| 2022     | MIL      | 29    | 29    | 0     | 0     | 0        | 11    | 7     | 0        | 0           | .611  | 661   | 158.2    | 135      | 27          | 59       | 0     | 2        | 157      | 5     | 2        | 71    | 65       | 3.69     | 1.22    |
| 2023     | MIL      | 10    | 9     | 0     | 0     | 0        | 4     | 6     | 0        | 0           | .400  | 211   | 46.2     | 54       | 16          | 24       | 0     | 0        | 43       | 0     | 0        | 39    | 34       | 6.56     | 1.67    |
| MLB：6年 | MLB：6年 | 120   | 112   | 0     | 0     | 0        | 36    | 37    | 0        | 2           | .493  | 2577  | 596.2    | 585      | 96          | 230      | 7     | 17       | 567      | 14    | 4        | 315   | 285      | 4.30     | 1.37    |

- 2023年度シーズン終了時

### 年度別守備成績
| 年 度 | 球 団 | 投手（P） | 投手（P） | 投手（P） | 投手（P） | 投手（P） | 投手（P） |
| 年 度 | 球 団 | 試 合     | 刺 殺     | 補 殺     | 失 策     | 併 殺     | 守 備 率  |
| ----- | ----- | --------- | --------- | --------- | --------- | --------- | --------- |
| 2018  | SD    | 23        | 1         | 21        | 0         | 0         | 1.000     |
| 2019  | SD    | 30        | 11        | 15        | 3         | 1         | .897      |
| 2020  | MIL   | 4         | 0         | 0         | 0         | 0         | ----      |
| 2021  | MIL   | 24        | 4         | 15        | 2         | 1         | .905      |
| MLB   | MLB   | 81        | 16        | 51        | 5         | 2         | .931      |

- 2021年度シーズン終了時

### 背番号
- 46（2018年 - 2019年）
- 27（2020年）
- 52（2021年 - 2023年）
- 66（2024年）
- 56（2025年 - ）